# Frithia humilis
Frithia humilis là một loài thực vật có hoa trong họ Phiên hạnh. Loài này được Burgoyne mô tả khoa học đầu tiên năm 2000.